# Октоих
Октоих или Осмогласник (грч. Ὀκτώηχος) православна је богослужбена књига, зборник песама посвећених Христовом васкрсењу. Све песме Осмогласника разврстане су према осам црквених гласова - од I до VIII по словенском обележавању. Песме једног гласа певају се током једне седмице, а низ од осам седмица, када се изређају сви гласови осмогласника назива се столп. Циклус почиње прве недеље после Педесетнице првим гласом, и обнавља се до Лазареве суботе.
Поредак променљивих богослужења који је изложен у Октоиху је следећи: недељна служба првог гласа, служба понедељка првог гласа, уторка, среде, четвртка, петка и суботе, затим недељна служба другог гласа, служба понедељка другог гласа, уторка и тако до суботе, затим недељна служба трећег гласа, служба понедељка трећег гласа... и тако даље, истим редом за све седмичне службе свих осам гласова. Певање свих осам гласова током осам недеља у црквеном Типику назива се „столп“ (стуб). 
Током црквене богослужбене године пева се шест таквих столпова. Певање Октоиха у радне дане почиње од недеље Свих Светих после Педесетнице, а завршава се пред суботу Месопусне недеље. У периоду Великог поста, затим током Сирне седмице која му претходи и Страсне седмице на његовом крају, као и у периоду од Васкрса до Педесетнице, у радне дане се не пева према Октоиху. Недељом се Октоих не пева од Цветне недеље, закључно са недељом Свих Светих. Осим тога, ако неки од дванаест Господњих празника падне у недељни или радни дан, Октоих се такође не користи. Октоих се не користи ни онда кад неки Богородичин празник или празник светога падне у радни дан.<ref> https://web.archive.org/web/20121104023425/http://www.svetosavlje.org/biblioteka/Bogosluzbeni/Liturgika/Liturgika_08.htm. Архивирано из оригинала 04. 11. 2012. г. Приступљено 25. 04. 2014. Недостаје или је празан параметар |title= (помоћ) ПОЈМОВНИК ПРАВОСЛАВНОГ БОГОСЛУЖЕЊА. 7. БОГОСЛУЖ
Због обимности садржаја, октоиси су често били дељени у две књиге: октоих првогласник (I-IV глас) и октоих петогласник (V-VIII глас).